# 竹内治夫
竹内治夫（日语：／ Takeuchi Haruo，？—），日本男子田径运动员。他曾代表日本参加1992年夏季残疾人奥林匹克运动会田径比赛，获得男子标枪B3级金牌。